# Уолтерс, Николас
Николас Уолтерс (англ. Nicholas Walters; род. 4 января 1986, Монтего-Бей, Ямайка) — ямайский боксёр-профессионал, выступающий в полулёгкой весовой категории (англ. Super featherweight). Регулярный чемпион мира по версии WBA (2012—2014) и чемпион мира по версии WBA Super (2014—2015). Бронзовый медалист центрально-американских игр в Колумбии 2006 года.

## Любительская карьера
Родился 4 января 1986 года, в Монтего Бей на Ямайке. Боксом начал заниматься c 5 лет, под руководством своего отца, выступавшего в качестве профи боксера.
В любительской карьере стал призёром нескольких Карибских чемпионатов. В 2006 году на Центральноамериканских и Карибских Играх в Колумбии разделил 3-е место с Юриоркисом Гамбоа. Всего в любительских боях одержал 67 побед, потерпел 10 поражений.
- Чемпион Карибских игр 2005 и 2006 годов в полулёгком весе
- 2006 Участник Игр Содружества (Мельбурн, Австралия)
  - Победил Кристофера Дефрейтеса (Тринидад и Тобаго) 23-6
  - Проиграл Люку Джексону (Австралия) 5-12
- 2006 Бронзовый медалист игр Центральных американских игр Карибского бассейна (Колумбия)
  - Победил Перри Эванса (Гаити) 15-6
  - Победил Педро Солиса Тизола (Гватемала) 17-4
  - Проиграл Рональду Де Ла Росе (Доминиканская Республика) 10-12
- 2007 Чемпион отборочного турнира на Панамериканские игры, (Тринидад и Тобаго)
  - Победил Отониеля Ортиса (Вергинские острова) 31-15
  - Победил Мигеля Эскальдона (Колумбия) 17-11
  - Победил Хесуса Марсело Андреса Куэлара (Аргентина) 10-9
- 2007 Панамериканские Игры (Рио-де-Жанейро, Бразилия)
  - Проиграл Иделю Торриенте (Куба) 1-18
- 2007 Отбор на чемпионат мира (Чикаго, США)
  - Проиграл Баришу Хассану (Швеция) 9-13
- 2008 Второй отборочный чемпионат на Олимпийские игры, (Гватемала)
  - Проиграл Мигелю Маррияге (Колумбия) 4-22

## Профессиональная карьера
В 2008 году перешёл в профессиональный бокс. Не зная ни слова по-испански переехал в Панаму, где начал тренироваться под руководством Келсо Чавеса в зале имени Рокеро Альказара. Переезд открывал ему новые возможности тренинга и спаррингов с сильными профи (Ансельмо Морено, Селестино Кабальеро, Рикардо Кордоба, Рафаэль Консепсьон, Винсенте Москалера), а также возможность больше выступать на ринге. Менеджером Ника стал Жак Дешамп, промоушеном его занималась контора Premium Boxing Promotions. Большинство своих первых боев Ник провел в Панаме, постепенно зарабатывая себе там имя и взбираясь по рейтингам.
В феврале 2012 WBA обязало своего регулярного чемпиона Селестино Кабальеро провести обязательную защиту пояса против Николаса Уолтерса.
В сентябре торги на право проведение боя выиграла промоутерская компания Canelo Promotion. Предложенная сумма была 120 000$ из которых 90 000$ приходилось на долю Кабальеро. Поединок между панамским чемпионом и молодым претендентом, выступающим в той же Панаме, должен был стать большим местным событием. Однако, Селестино отказался от боя, оставив титул и перешёл в категорию до 130 фунтов, для боя с Мигелем «Майки» Гарсией.

### Завоевание титула регулярного чемпиона мира
В декабре Уолтерс провел бой за вакантный титул регулярного чемпиона WBA у себя дома на Ямайке. Соперником стал Долис Прескотт (брат Брейдиса Прескотта).
Поединок закончился в 7-м раунде досрочной победой Николаса. Таким образом Уолтерс стал 10-м чемпионом из Ямайки, и что самое главное, единственным, завоевавшим титул у себя дома. Свою победу Ник посвятил годовщине 50-летия Независимости Ямайки.
Завоевание титула открыло для молодого ямайца новые возможности. Был подписан контракт с промоутерской компанией Top Rank. Первую защиту своего титула Уолтерс провел в США с Альберто Гарзой прошёл в андеркарте триплхедера (Андраде-Мартиросян, М. Гарсия — Р. Мартинес, Донейр — Дарчинян).
Уолтерс нокаутировал Гарзу в четвёртом раунде и защитил свой титул регулярного чемпиона WBA. После этого произошли некоторые изменения в команде Уолтерса. В тренерский штаб в добавление к Келсо Чавесу и Джобу Уолтерсу пришёл Руди Эрнандес.

### Признание в США
В декабре 2013 года WBA обязало встретиться суперчемпиона WBA Симпиве Витьеку с регулярным чемпионом Николасом Уолтерсом, обеим сторонам руководство WBA отвело 120 дней для достижения договоренности. Однако, этот бой так и не состоялся, в мае Витьека встретился с Нонито Донейром, где проиграл ему техническим решением. Уолтерс же встретился в тот же вечер с опытным ветераном Виком Дарчиняном, где одержал эффектную победу нокаутом в пятом раунде. После этого боя, известность Уолтерса значительно выросла.
В октябре 2014 Уолтерсу удалось добиться встречи с супер-чемпионом WBA Нонито Донейром. В день боя весы под Уолтерсом показали 138 фунтов (на 12,5 фунта больше чем на оф. взвешивании), под Донейром 133 фунта. Гонорары боксеров составили Донейр — 400тыс.$ , Уолтерс — 150 тыс. $. Поединок сложился напряженно, но Уолтерс сумел и в этот раз добиться нокаута.
13 июня 2015 года Уолтерс встретился с бывшим соперником любительского ринга, колумбийцем Мигелем Марриягой, на счету которого было 20 боёв, все победы. 18 из которых — нокаутом. Уолтерс превысил лимит веса и был лишён титула ещё на взвешивании. Николас победил Мигеля по очкам, закрыл поражение с любительского ринга, но не защитил чемпионский титул.

### Чемпионский бой с Василием Ломаченко
26 ноября 2016 года Николас встретился с Василием Ломаченко. Бой проходил под тотальным преимуществом украинца. После 7-го раунда Николас отказался от продолжения боя, и потерпел первое поражение в профессиональной карьере.

### Возвращение в 2023 году
Спустя 6 лет возобновил карьеру и провёл первый с 2016 года бой – побив колумбийского джорнимена Луиса Диаса Мармола (19-17, 11 КО) в городе Санта - Марта (Колумбия). Бой проходил в промежуточном весе до 64 кг. Бой неожиданно вышел конкурентным и прошел всю дистанцию. Уолтерс контролировал ход поединка, доведя до уверенной победы. Счёт судей: 80-72 и дважды 78-74.
В ноябре 2023 года там же в Санта - Марте провел бой против Рейнальдо Эскивии с отрицательным рекордом (9-21). Уолтерс победил нокаутом во 2-м раунде.
27 марта в Плэнт-Сити (США) провел бой против американца Джозефа Адорно (18-3-2, 15 КО). Первая часть боя осталась минимально за Уолтерсом который выглядел лучше за счет джеба. В 6-м раунде, в котором Адорно два раза донес мощные апперкоты, вышлядел очень хорошо, но этого не достаточно чтобы победить. В 9-м раунде с Адорно было снято очко за удар после гонга. Счёт судей: 95-94, 97-92 и 98-91 Уолтерсу. 

### 2025 год
8 марта 2025 года в соглавном событии вечера бокса в городе Лонг-Бич, (Калифорния, США) подрался с мексиканцем Луисом Торресом (21-1, 12 КО). 23-летний оппонент - левша поддавливал Уолтерса к концу первого раунда, но опыт ямайца хорошо невилировал давление мексиканца. Второй раунд прошел в разменах которые инициировал Торрес. К тому же вырос темп ближнего боя который навязывает мексиканец. В 3-м раунде Уолтрес получил правый прямой заметно потрясший его, он развернулся спиной к сопернику, Торрес ударил вдогонку слева и Уолтерс опустился на колено. Рефери отсчитал нокдаун, бой продолжился ещё десять секунд до гонга. На 4-й раунд ветеран не вышел. ТКО3.

## Результаты боёв
В таблице перечислены результаты всех поединков боксёров.
В каждой строке указан результат поединка. Дополнительно номер поединка обозначен цветом, который обозначает итог поединка. Расшифровка обозначений и цветов представлена в нижеследующей таблице.
| Пример | Расшифровка                     |
| ------ | ------------------------------- |
|        | Победа                          |
|        | Ничья                           |
|        | Поражение                       |
|        | Планируемый поединок            |
|        | Поединок признан несостоявшимся |
| КО     | Нокаут                          |
| ТКО    | Технический нокаут              |
| PTS    | Решение судей (по очкам)        |
| UD     | Единогласное решение судей      |
| MD     | Решение большинства судей       |
| SD     | Раздельное решение судей        |
| RTD    | Отказ от продолжения боя        |
| DQ     | Дисквалификация                 |
| NC     | Поединок признан несостоявшимся |

```
                                                             
32 боев, 29 побед (22 нокаутом), 2 поражения, 1 ничья
```

| Бой | Дата            | Рекорд     | Соперник                    | Место боя                                       | Результат       | Дополнительно                                                          |
| --- | --------------- | ---------- | --------------------------- | ----------------------------------------------- | --------------- | ---------------------------------------------------------------------- |
| 28  | 26 ноября 2016  | 26(21)-1-1 | Василий Ломаченко (6-1)     | Лас-Вегас, штат Невада, США                     | RTD7 (12), 3:00 | Бой за титул чемпиона мира по версии WBO, 1-я защита Ломаченко.        |
| 27  | 19 декабря 2015 | 26(21)-0-1 | Джейсон Соса (18-1-3)       | Верона, штат Нью-Йорк, США                      | MD (10)         |                                                                        |
| 26  | 13 июня 2015    | 26(21)-0   | Мигель Маррияга (20-0)      | Мэдисон-Сквер-Гарден, Нью-Йорк, США             | UD (12)         | Уолтерс превысил лимит веса и лишён титула WBA (super) на взвешивании. |
| 25  | 18 октября 2014 | 25(21)-0   | Нонито Донэйр (33-2)        | Карсон Калифорния, США                          | TKO6 (12), 2:59 | Завоевал титул суперчемпиона мира по версии WBA.                       |
| 24  | 31 мая 2014     | 24(20)-0   | Вик Дарчинян (39-6-1)       | CotaiArena, Venetian, Макао, Китай              | KO5 (12), 2:22  | Защитил титул чемпиона мира по версии WBA, 2-я защита титула.          |
| 23  | 19 ноября 2013  | 23(19)-0   | Альберто Гарза (25-5-1)     | American Bank Center, Корпус-Кристи, Техас, США | TKO4 (12), 1:57 | Защитил титул чемпиона мира по версии WBA, 1-я защита титула.          |
| 22  | 8 декабря 2012  | 22(18)-0   | Долис Прескотт (26-1)       | National Indoor Centre, Кингстон, Ямайка        | TKO7 (12), 0:35 | Выиграл вакантный титул чемпиона мира по версии WBA.                   |
| 21  | 21 июля 2012    | 21(17)-0   | Густаво Сандовал (10-2-1)   | Arena Roberto Duran, Панама-сити, Панама        | TKO4 (10), 1:29 |                                                                        |
| 20  | 31 марта 2012   | 20(16)-0   | Эктор Хавьер Маркес (30-23) | Hotel Melia, Колон, Панама                      | UD (10)         |                                                                        |
| Бой | Дата            | Рекорд     | Соперник                    | Место боя                                       | Результат       | Дополнительно                                                          |